# Pierce Brosnan

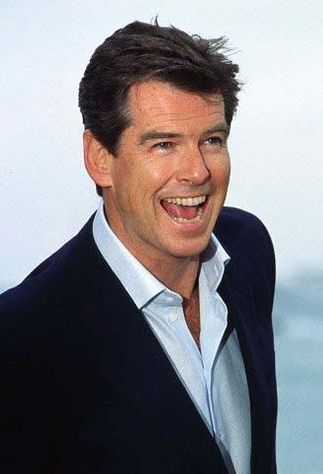
Pierce Brosnan jako James Bond w 2002 na festiwalu w Cannes

Pierce Brendan Brosnan (ur. 16 maja 1953 w Droghedzie) – irlandzki aktor, producent filmowy i działacz na rzecz ochrony środowiska. Był piątym aktorem, który zagrał Jamesa Bonda w serii filmów o tajnym agencie 007, występując w czterech filmach: GoldenEye (1995), Jutro nie umiera nigdy (Tomorrow Never Dies, 1997), Świat to za mało (The World Is Not Enough, 1999) i Śmierć nadejdzie jutro (Die Another Day, 2002) oraz wcielił się w postać Bonda w grach wideo.
Był dwukrotnie nominowany do Złotego Globu w kategorii „najlepszy aktor drugoplanowy w serialu, miniserialu lub filmie telewizyjnym” jako Robert Gould Shaw w miniserialu BBC Nancy Astor (1982) oraz jako „najlepszy aktor w komedii lub musicalu” za rolę Juliana Noble’a komedii kryminalnej Kumple na zabój (The Matador, 2005).
3 grudnia 1997 otrzymał własną gwiazdę w Alei Gwiazd w Los Angeles znajdującą się przy 7021 Hollywood Boulevard.

## Życiorys

### Wczesne lata
Urodził się w Our Lady of Lourdes Hospital w Droghedzie jako jedyne dziecko stolarza Thomasa Brosnana i May (z domu Smith, ur. 1934). Jego ojciec opuścił rodzinę, gdy Pierce był niemowlakiem. Cztery lata później, gdy matka przeprowadziła się do Londynu, gdzie rozpoczęła pracę jako pielęgniarka, wychowywany był przez dziadków – Philipa i Kathleen Smithów. Po ich śmierci żył u wujostwa, a następnie został wysłany do internatu prowadzonego przez ciotkę Eileen. Uczęszczał do szkoły średniej Elliott School (dziś Ark Putney Academy) w południowo-zachodnim Londynie. Wychowany w rodzinie katolickiej i wykształcony w miejscowej szkole prowadzonej przez Braci de la Salle, służył jako ministrant. Po ukończeniu szkoły w wieku 16 lat, Brosnan postanowił zostać malarzem i rozpoczął naukę ilustracji komercyjnej w Saint Martin’s School of Art w Londynie.
Pasję do aktorstwa zaszczepił w nim ojczym William Carmichael, Szkot pochodzący z East Lothian, którego 12 sierpnia 1964 poślubiła matka Pierce’a. Od momentu gdy ojczym zabrał go do kina na trzeci oficjalny film z serii 007 Goldfinger (1964) z Seanem Connerym, Brosnan postanowił, że zostanie aktorem. W wieku piętnastu lat występował w cyrku, gdzie był połykaczem ognia. Później związał się z eksperymentalnymi grupami teatralnymi. W 1975 zdecydował się na trzyletnie studia aktorskie w Drama Centre w Londynie. W 1976 był także inspicjentem w York Theatre Royal.

### Kariera
Na scenie zadebiutował w 1976 w sztuce Frederick Knott Doczekać zmroku (Wait Until Dark). Pół roku potem dramatopisarz Tennessee Williams wybrał go do roli McCabe’a w brytyjskiej premierze Czerwona rota diabła (The Red Devil Battery Sign, 1977) na londyńskiej scenie Roundhouse Theatre. Jego występ wywołał poruszenie w Londynie, a Brosnan otrzymał telegram wysłany przez Williamsa, stwierdzający: „Dzięki Bogu za ciebie, mój drogi chłopcze”. Po występie w telewizyjnym dramacie Skok Murphy’ego (Murphy’s Stroke, 1980) i filmie kryminalnym Guya Hamiltona Pęknięte zwierciadło (The Mirror Crack’d, 1980) według powieści Agaty Christie z Angelą Lansbury, Rockiem Hudsonem i Elizabeth Taylor, zagrał w angielskim odpowiedniku Ojca chrzestnego – Długi Wielki Piątek (The Long Good Friday, 1980) u boku Boba Hoskinsa i Helen Mirren. Przełomowym momentem kariery była dla niego rola Rory’ego O’Maniona, irlandzkiego emigranta, który próbuje ułożyć sobie życie w XIX-wiecznej Ameryce, w miniserialu ABC Irlandczycy (Manions of America, 1981) z udziałem Simona MacCorkindale, Kate Mulgrew, Linday Purl, Kathleen Beller, Barbary Parkins, Davida Soula i Steve’a Forresta. W serialu NBC Detektyw Remington Steele (1982-87) ze Stephanie Zimbalist grał tytułowego bohatera. W thrillerze politycznym Czwarty protokół (The Fourth Protocol, 1987) według powieści Fredericka Forsythe’a zagrał rosyjskiego agenta KGB, bezwzględnego majora Walerego Piotrowskiego, który ukrywa się pod zmienionym nazwiskiem James Edward Ross.
W 1986 miał wcielić się w postać agenta 007 Jamesa Bonda, gdy z tej roli zrezygnował Roger Moore. Lecz Brosnan był związany kontraktem ze stacją NBC i propozycję musiał odrzucić, a jego miejsce zajął Timothy Dalton. Producenci pamiętali jednak o nim i w 1995 aktor uzyskał kolejną szansę na zostanie Jamesem Bondem; zagrał w GoldenEye. Później wystąpił jeszcze w trzech filmach o agencie 007: Jutro nie umiera nigdy (Tomorrow Never Dies, 1997), Świat to za mało (The World Is Not Enough, 1999) i Śmierć nadejdzie jutro (Die Another Day, 2002). W 2001 roku został okrzyknięty przez magazyn „People” najseksowniejszym mężczyzną świata.

## Życie prywatne
27 grudnia 1980 wziął ślub z aktorką Cassandrą Harris. 13 września 1983 w Los Angeles urodził się ich syn Sean William Walter Brosnan. 28 grudnia 1991 Harris zmarła na raka jajnika. Zaadoptował jej dwoje dzieci z pierwszego małżeństwa z Dermotem Harrisem (1937–1986): Charlotte Emily (ur. 27 listopada 1971 w Londynie, zm. 2 lipca 2013 w Londynie po długiej walce z rakiem jajnika, zostawiając męża i dwoje dzieci) i Christophera Ivana (ur. 11 listopada 1972 w Londynie).
W 1994 poznał dziennikarkę Keely Shaye Smith (ur. 25 września 1963), z którą ożenił się 4 sierpnia 2001. Mają dwóch synów, Dylana Thomasa (ur. 13 stycznia 1997) i Parisa Becketta (ur. 27 lutego 2001).

## Filmografia

### Filmy fabularne
| Rok  | Tytuł filmu                                                                                               | Rola                                         | Reżyseria                        |
| ---- | --- | -------------------------------------------- | -------------------------------- |
| 1979 | Skok Murphy’ego (Murphy’s Stroke, TV)                                                                     | Donnelly / Edward O’Grady                    | Frank Cvitanovich                |
| 1980 | Długi Wielki Piątek (The Long Good Friday)                                                                | Irlandczyk                                   | John Mackenzie                   |
| 1980 | Pęknięte zwierciadło (The Mirror Crack’d)                                                                 | Aktor grający Jamiego                        | Guy Hamilton                     |
| 1986 | Nomads | Jean Charles Pommier                         | John McTiernan                   |
| 1987 | Taffin | Mark Taffin                                  | Francis Megahy                   |
| 1987 | Czwarty protokół (The Fourth Protocol)                                                                    | major Walerij Piotrowski / James Edward Ross | John Mackenzie                   |
| 1988 | Mordercza sekta (The Deceivers)                                                                           | William Savage                               | Nicholas Meyer                   |
| 1989 | Skok (The Heist, TV)                                                                                      | Neil Skinner                                 | Stuart Orme                      |
| 1989 | W 80 dni dookoła świata (Around the World in 80 Days, TV)                                                 | Phileas Fogg                                 | Buzz Kulik                       |
| 1990 | Pan Johnson (Mister Johnson)                                                                              | Harry Rudbeck                                | Bruce Beresford                  |
| 1991 | Kolejne morderstwo (Murder 101, TV)                                                                       | Charles Lattimore                            | Bill Condon                      |
| 1991 | Ofiara miłości (Victim of Love, TV)                                                                       | Paul Tomlinson                               | Jerry London                     |
| 1992 | Kosiarz umysłów (The Lawnmower Man)                                                                       | dr Lawrence Angelo                           | Brett Leonard                    |
| 1992 | Żywy zapalnik (Live Wire)                                                                                 | Danny O’Neill                                | Christian Duguay                 |
| 1993 | Pani Doubtfire (Mrs. Doubtfire)                                                                           | Stuart „Stu” Dunmire                         | Chris Columbus                   |
| 1993 | Pociąg śmierci (Death Train, TV)                                                                          | Michael „Mike” Graham                        | David Jackson                    |
| 1993 | Uwikłany (Entangled)                                                                                      | Garavan                                      | Max Fischer                      |
| 1993 | Zerwany łańcuch (The Broken Chain, TV)                                                                    | Sir William Johnson                          | Lamont Johnson                   |
| 1994 | Przygoda miłosna (Love Affair)                                                                            | Ken Allen                                    | Glenn Gordon Caron               |
| 1994 | Nie rozmawiaj z nieznajomymi (Don’t Talk to Strangers, TV)                                                | Douglas Patrick Brody                        | Robert Lewis                     |
| 1995 | Nocna straż (Night Watch, TV)                                                                             | Michael ‘Mike’ Graham                        | David Jackson                    |
| 1995 | GoldenEye                                                                                                 | James Bond                                   | Martin Campbell                  |
| 1996 | Marsjanie atakują! (Mars Attacks!)                                                                        | prof. Donald Kessler                         | Tim Burton                       |
| 1996 | Miłość ma dwie twarze (The Mirror Has Two Faces)                                                          | Alex                                         | Barbra Streisand                 |
| 1997 | Robinson Crusoe                                                                                           | Robinson Crusoe                              | Rod Hardy, George T. Miller      |
| 1997 | Jutro nie umiera nigdy (Tomorrow Never Dies)                                                              | James Bond                                   | Roger Spottiswoode               |
| 1997 | Góra Dantego (Dante’s Peak)                                                                               | Harry Dalton                                 | Roger Donaldson                  |
| 1998 | Magiczny miecz – Legenda Camelotu (The Magic Sword: Quest for Camelot)                                    | Król Artur (głos)                            | Frederik Du Chau                 |
| 1998 | Siostrzeniec (The Nephew)                                                                                 | Joe Brady                                    | Eugene Brady                     |
| 1999 | Szara Sowa (Grey Owl)                                                                                     | Szara Sowa / Archibald S. Belaney            | Richard Attenborough             |
| 1999 | Świat to za mało (The World Is Not Enough)                                                                | James Bond                                   | Michael Apted                    |
| 1999 | Mecz (The Match)                                                                                          | John MacGhee                                 | Mick Davis                       |
| 1999 | Afera Thomasa Crowna (The Thomas Crown Affair)                                                            | Thomas Crown                                 | John McTiernan                   |
| 2001 | Krawiec z Panamy (The Tailor of Panama)                                                                   | Andrew ‘Andy’ Osnard                         | John Boorman                     |
| 2002 | Śmierć nadejdzie jutro (Die Another Day)                                                                  | James Bond                                   | Lee Tamahori                     |
| 2002 | Evelyn | Desmond Doyle                                | Bruce Beresford                  |
| 2004 | Po zachodzie słońca (After the Sunset)                                                                    | Max Burdett                                  | Brett Ratner                     |
| 2004 | Pozew o miłość (Laws of Attraction)                                                                       | Daniel Rafferty                              | Peter Howitt                     |
| 2005 | Kumple na zabój (The Matador)                                                                             | Julian Noble                                 | Richard Shepard                  |
| 2006 | Krew za krew (Seraphim Falls)                                                                             | Gideon                                       | David Von Ancken                 |
| 2007 | Godziny strachu (Butterfly on a Wheel)                                                                    | Tom Ryan                                     | Mike Barker                      |
| 2007 | Życie małżeńskie (Married Life)                                                                           | Richard Langley                              | Ira Sachs                        |
| 2008 | Mamma Mia!                                                                                                | Sam Carmichael                               | Phyllida Lloyd                   |
| 2009 | Najlepszy (The Greatest)                                                                                  | Allen Brewer                                 | Shana Feste                      |
| 2010 | Autor widmo (The Ghost Write)                                                                             | Adam Lang                                    | Roman Polański                   |
| 2010 | Percy Jackson i bogowie olimpijscy: Złodziej pioruna (Percy Jackson & the Olympians: The Lightning Thief) | Centaur Chiron                               | Chris Columbus                   |
| 2010 | Twój na zawsze (Remember Me)                                                                              | Charles Hawkins                              | Allen Coulter                    |
| 2010 | Oceany (Océans, dokumentalny)                                                                             | Narrator                                     | Jacques Perrin / Jacques Cluzaud |
| 2011 | Bulwar odkupienia (Salvation Boulevard)                                                                   | Dan Day                                      | George Ratliff                   |
| 2011 | Jak ona to robi? (I Don’t Know How She Does It)                                                           | Jack Abelhammer                              | Julian Richards                  |
| 2011 | Worek kości (Bag of Bones, TV)                                                                            | Mike Noonan                                  | Mick Garris                      |
| 2013 | Wesele w Sorrento (Den Skaldede frisør)                                                                   | Phillip                                      | Susanne Bier                     |
| 2013 | To już jest koniec (The World’s End)                                                                      | Guy Shephard                                 | Edgar Wright                     |
| 2014 | Riwiera dla dwojga (The Love Punch)                                                                       | Richard Jones                                | Joel Hopkins                     |
| 2014 | Nauka spadania (A Long Way Down)                                                                          | Martin Sharp                                 | Pascal Chaumeil                  |
| 2014 | November Man (The November Man)                                                                           | Peter Devereaux                              | Roger Donaldson                  |
| 2015 | Anglik, który mnie kochał (Some Kind of Beautiful)                                                        | Richard Haig                                 | Tom Vaughan                      |
| 2015 | Ocalona (Survivor)                                                                                        | Nash / Zegarmistrz                           | James McTeigue                   |
| 2015 | No Escape                                                                                                 | Hammond                                      | John Erick Dowdle                |
| 2016 | Księżyc i Słońce (The Moon and the Sun)                                                                   | Król Ludwik XIV                              | Sean McNamara                    |
| 2016 | Impuls (Urge)                                                                                             | Daemon Sloane                                | Aaron Kaufman                    |
| 2016 | I. T. | Mike Ryan                                    | John Moore                       |
| 2016 | The Foreigner                                                                                             | Liam Hennessy                                | Martin Campbell                  |
| 2017 | Córka króla (The King’s Daughter)                                                                         | Ludwik XIV                                   | Sean McNamara                    |
| 2017 | Cudzoziemiec (The Foreigner)                                                                              | Liam Hennessy                                | Martin Campbell                  |
| 2017 | The Only Living Boy in New York                                                                           | Ethan Webb                                   | Marc Webb                        |
| 2018 | Mamma Mia: Here We Go Again!                                                                              | Sam Carmichael                               | Ol Parker                        |
| 2018 | Sieć podejrzeń (Spinning Man)                                                                             | detektyw Robert Malloy                       | Simon Kaijser                    |
| 2018 | Ostateczna rozgrywka (Final Score)                                                                        | Dimitrij Bieław                              | Scott Mann                       |
| 2020 | Eurovision Song Contest: Historia zespołu Fire Saga                                                       | Erick Erickssong                             | David Dobkin                     |
| 2021 | Kopciuszek (Cinderella)                                                                                   | król Rowan                                   | Kay Cannon                       |
| 2021 | False Positive                                                                                            | dr John Hindle                               | John Lee                         |
| 2021 | Wyklęci (The Misfits)                                                                                     | Richard Pace, mistrz architekt               | Renny Harlin                     |
| 2022 | Black Adam                                                                                                | Kent Nelson / Doctor Fate                    | Jaume Collet-Serra               |

### Seriale tv i gry komputerowe
| Rok       | Tytuł serialu                                         | Rola                                       | Rok  | Tytuł gry                             | Rola       |
| --------- | ----------------------------------------------------- | ------------------------------------------ | ---- | ------------------------------------- | ---------- |
| 1981      | Irlandczycy (Manions of America)                      | Rory O’Manion                              | 1997 | GoldenEye 007                         | James Bond |
| 1982–1987 | Detektyw Remington Steele (Remington Steele)          | Remington Steele                           | 2000 | 007_Racing                            | James Bond |
| 1988      | Noble House                                           | Ian Dunross                                | 2002 | James Bond 007: Nightfire             | James Bond |
| 1989      | W 80 dni dookoła świata (Around the World in 80 Days) | Phileas Fogg                               | 2004 | James Bond 007: Everything or Nothing | James Bond |
| 2001      | Simpsonowie (The Simpsons)                            | Ultra House 300 jako Pierce Brosnan (głos) |      |                                       |            |
| 2008      | Tomek i przyjaciele                                   | narrator                                   |      |                                       |            |
| 2011      | Worek kości (Bag of Bones)                            | Mike Noonan                                |      |                                       |            |
| 2017–2019 | Syn (The Son)                                         | Eli McCullough                             |      |                                       |            |